# Komunální volby 1919 (Československo)
Komunální volby 1919 byly volby do zastupitelstev obcí konané 15. června 1919 v prvorepublikovém Československu.
Šlo o první místní volby po vzniku Československé republiky. Konaly se ale jen v Čechách, na Moravě v části Slezska. Nevolilo se na územích, jejichž příslušnost k československému státu ještě nebyla ujasněna (Vitorazsko, Hlučínsko, Valticko a část Těšínska) a volby nebyly organizovány ani na Slovensku a Podkarpatské Rusi.
Výsledkem voleb bylo výrazné vítězství levice. V případě etnicky českých voličů získala nejvíce hlasů Československá sociálně demokratická strana dělnická (32,5 %), následovali Československá strana socialistická (17,3 %), agrárníci (15,3 %), lidovci (9,8 %) a Československá národní demokracie (9,6 %). V táboře německy mluvících voličů získala Německá sociálně demokratická strana dělnická v ČSR dokonce 47,9 %.  Vzhledem k posílení levice se volby staly předělem v podobě celostátní vlády. Do té doby v Československu vládla vláda Karla Kramáře coby široká česká koalice levicových, pravicových i středových stran. Dne 8. července 1919 byla jmenována první vláda Vlastimila Tusara, ve které byli zastoupeni sociální demokraté, českoslovenští socialisté a agrárníci (takzvaná rudo-zelená koalice). Další změny politické mapy přinesly pak parlamentní volby roku 1920.
| Město  | Rozdělení hlasů a (mandátů)                                                                                              |
| Přerov | ČSDSD 3578 hlasů (16 mandátů), ČSNS 1923 (8), ČSND 1691 (7), ČSL 951 (4), ČŽOSS 887 (4), DSAP 503 (2), Žid. str. 256 (1) |